# Grodziszcze (Świdnica)

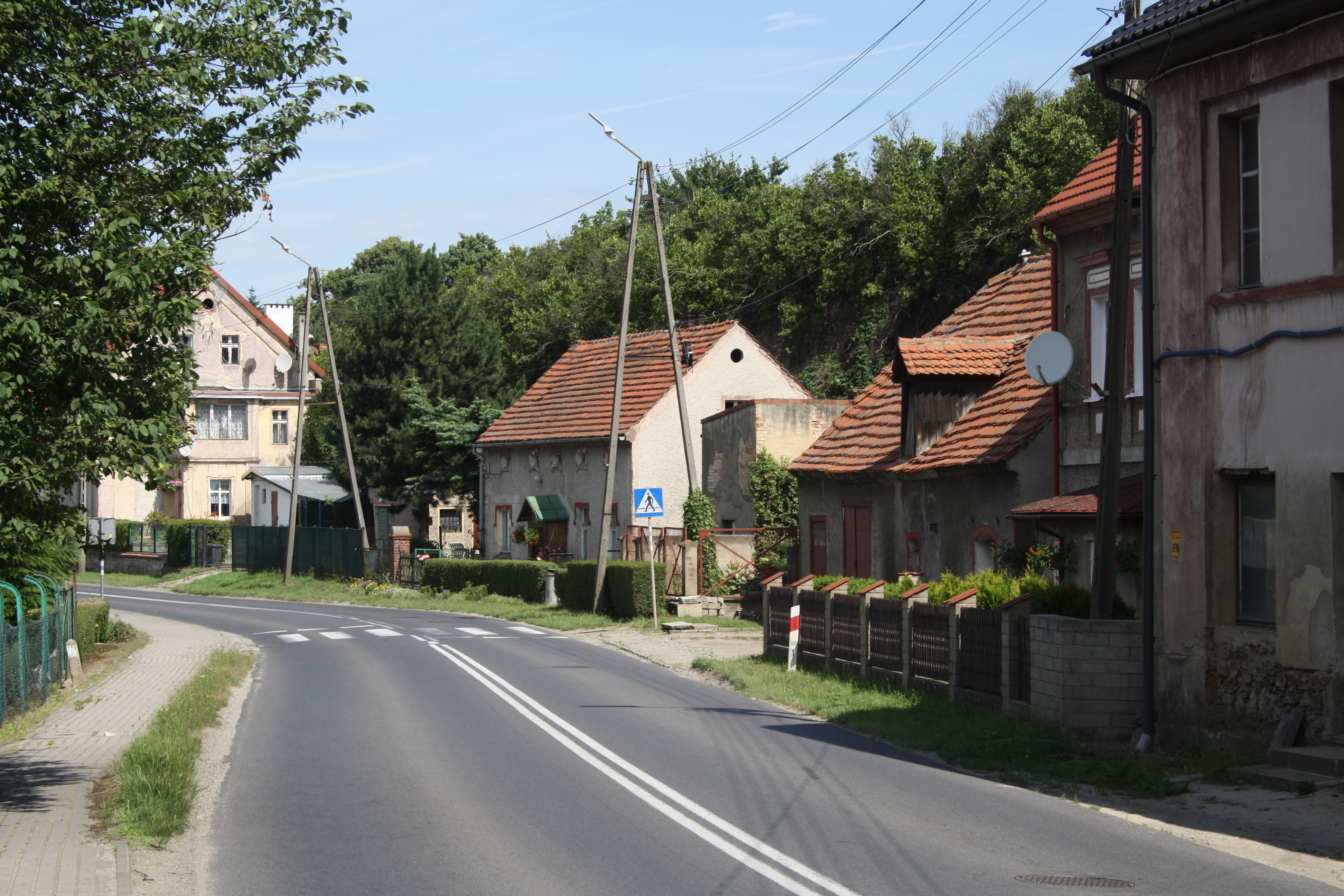
Droga wojewódzka (Woiwodschaftsstraße) 382 in Grodziszcze

Grodziszcze (deutsch: Gräditz, schlesisch Grätz, polnisch historisch: Grodec) ist ein Ort in der Landgemeinde Świdnica (Schweidnitz) im Powiat Świdnicki der Woiwodschaft Niederschlesien in Polen.

## Lage
Grodziszcze liegt an der Pilawa, rund 11 Kilometer südwestlich von Świdnica (Schweidnitz) und 50 Kilometer südwestlich von Breslau.
Nachbarorte sind Krzyżowa (Kreisau) im Westen, Mościsko (Faulbrück) im Süden, Boleścin (Pilzen) und Krzczonów (Weiß Kirschdorf) im Norden, Tuszyn (Hennersdorf) im Osten.

## Geschichte

Karte von Kreisau und Umgebung, darunter Gräditz (um 1780)

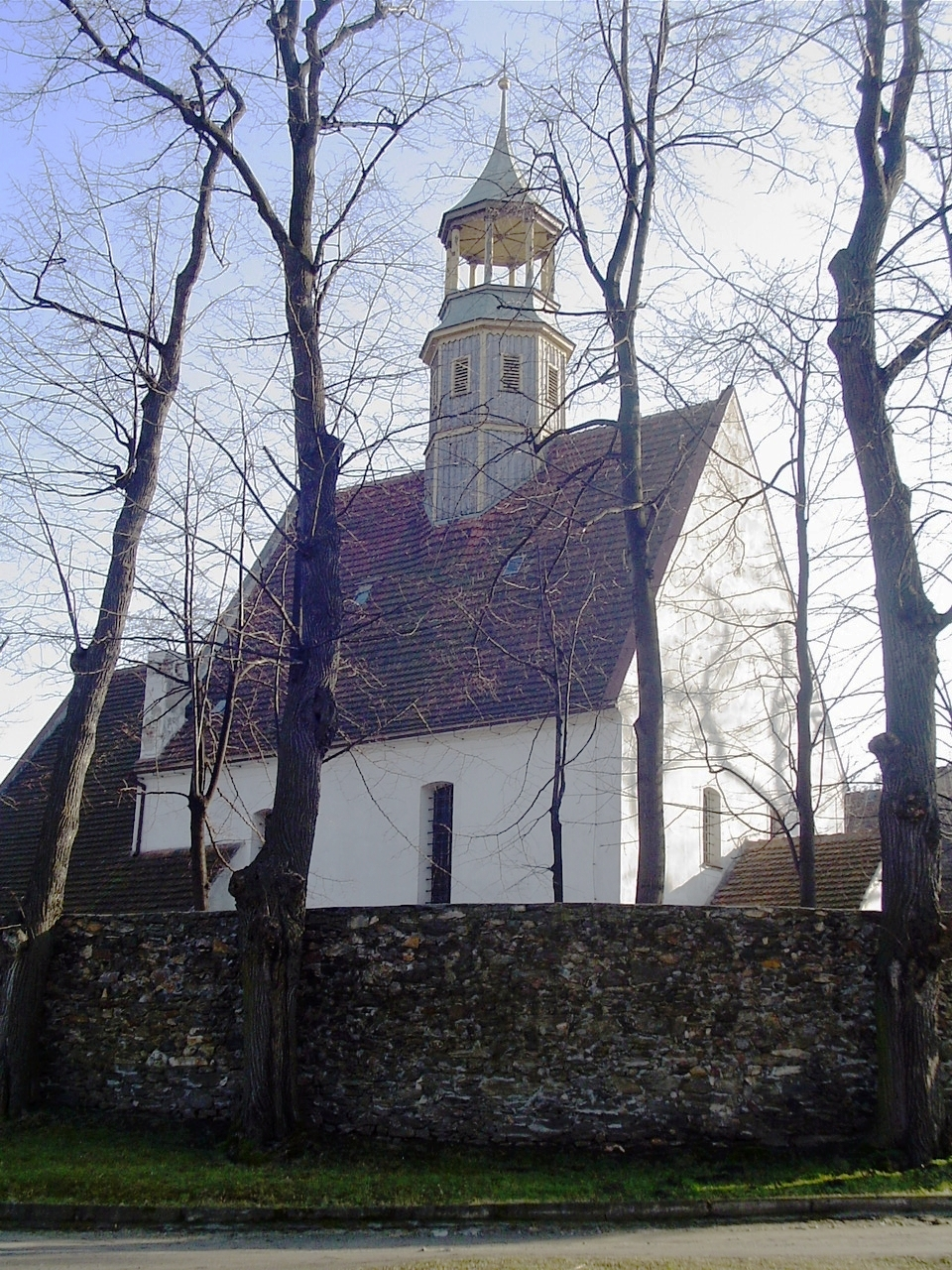
Kirche St. Anna

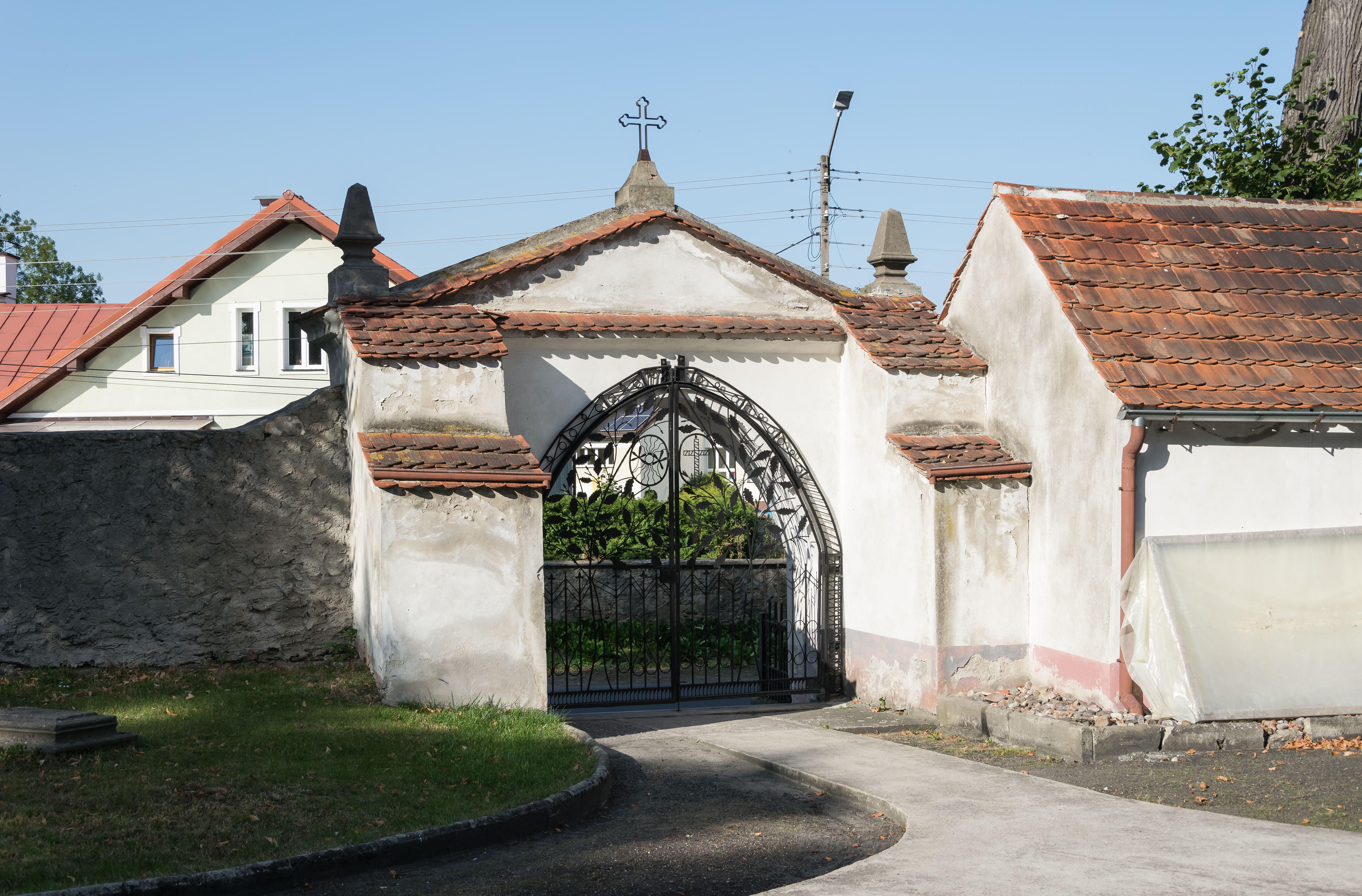
Eingangstor zur Kirche

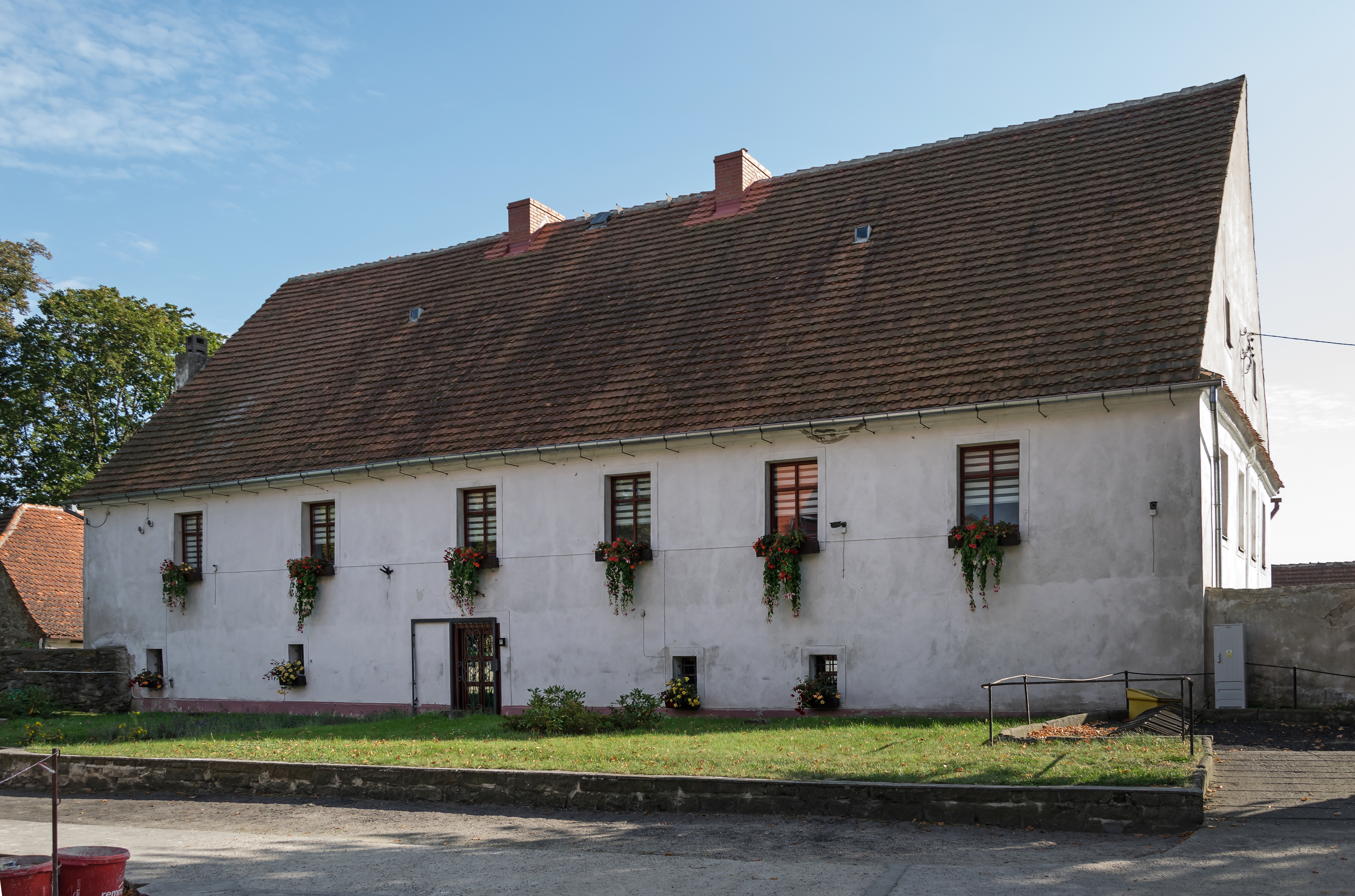
Historisches Pfarrhaus

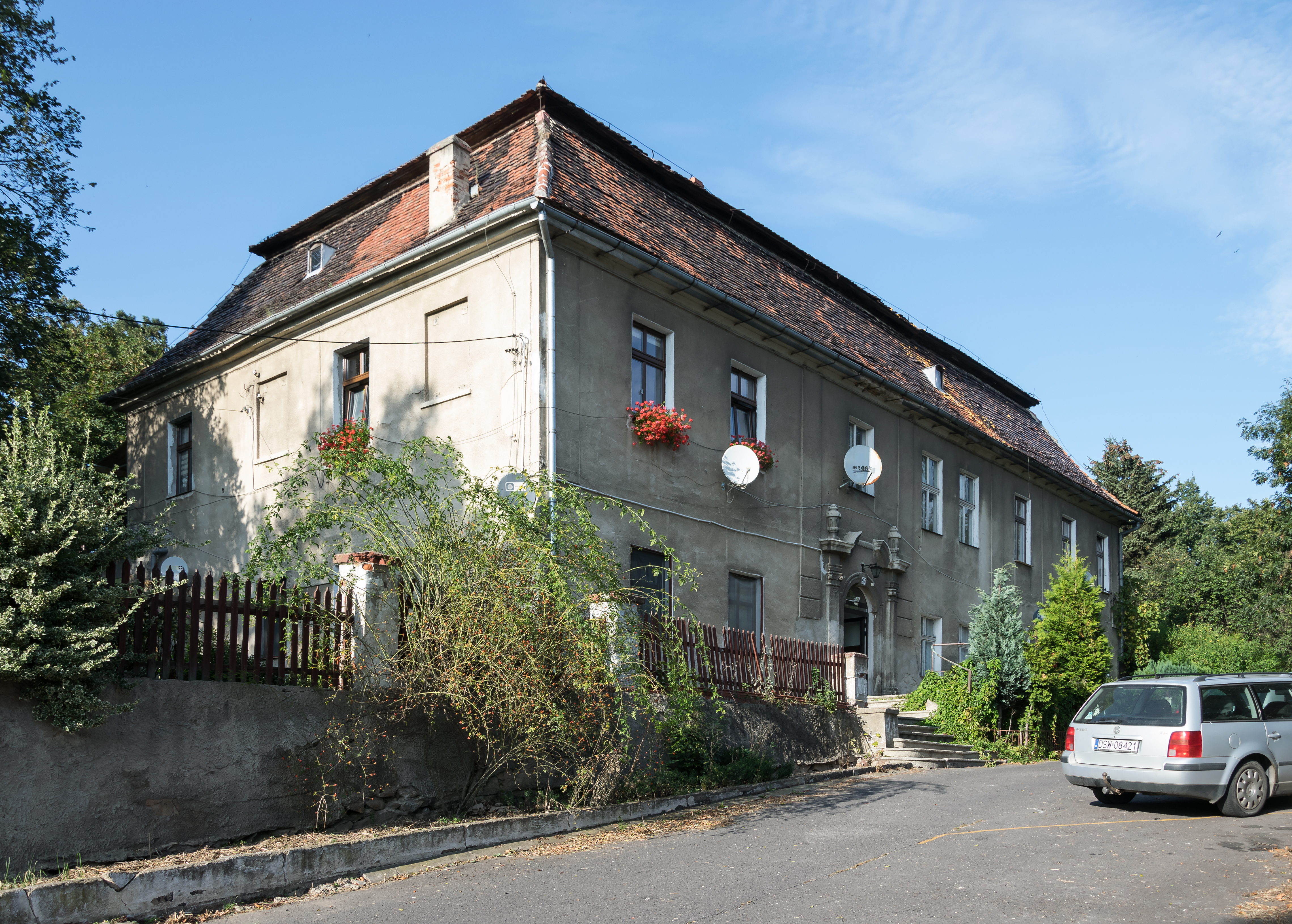
Schloss Gräditz

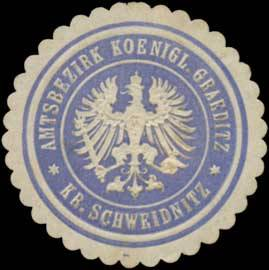
Siegelmarke

Grodziszcze gilt als uralte Siedlungsstätte, deren Ursprung bis in die Jungsteinzeit zurückreicht. Der Ortsname leitet sich vom altslawischen Wort gradu für Kastell ab. Bei Ausgrabungen auf einem Hügel bei Grodziszcze hinter der Peile konnten Überreste eines Rundwalls nachgewiesen werden. Des Weiteren wurden dort Urnenscherben und Knochenreste entdeckt.  Das zur Sicherung der Südgrenze des Herzogtums Schlesien errichtete Kastell, war vermutlich identisch mit der in der Papstbulle von 1155 erwähnten Kastellanei Gramolin. 1193 wurde der Ort als Grodec in Besitz des Breslauer Sandstifts erstmals urkundlich erwähnt. Zum Schutz vor Angriffen entstand gegen Ende des 13. Jahrhunderts als Nebensiedlung das Vorwerk Kreisau. Im Zuge der Ostkolonisation wurde der fortan Gräditz genannte Ort durch deutsche Siedler neu erschlossen. Die Kastellanei wurde durch das deutschrechtliche Weichbild ersetzt. Die militärischen Aufgaben übernahm nachfolgend die Stadt Schweidnitz. 1288 stiftete Herzog Heinrich IV. von Breslau für das Domkapitel Heilig-Kreuz zwei Pfründen. Seitdem führte der Kapitel-Anteil auch den Namen Königlich-Gräditz.
Nach der Teilung des Herzogtums Breslau gehörte Gräditz zum Herzogtum Schweidnitz. Mit diesem zusammen fiel es nach dem Tod des Herzogs Bolkos II. 1368 erbrechtlich an die Krone Böhmen, wobei Bolkos Witwe Agnes bis zu ihrem Tod 1392 ein Nießbrauch zustand. Ober-Gräditz gehörte seit 1470 den Herren von Seidlitz, seit 1607 Melchior von Gellhorn; 1614 Heinrich von Peterswalde; 1620 Friedrich von Kuhl; seit 1720 den Herren von Dresky. Nieder-Gräditz besaß seit 1655 eine Frau von Tschirnhaus; 1694 Adolph von Seidlitz; 1718 der kaiserliche Amtsassessor zu Jauer Johann Friedrich von Lamprecht; 1733 Anna Kunigunda von Dresky, geb. Baronin von Erben; 1742 Ernst Heinrich von Dresky; 1755 Otto Gottfried von Lieres und Wilkau. Nach dem Ersten Schlesischen Krieg fiel Gräditz 1741/42 mit dem größten Teil Schlesiens an Preußen. Die alten Verwaltungsstrukturen wurden aufgelöst und Gräditz in den Landkreis Schweidnitz eingegliedert, mit dem es bis 1945 verbunden blieb. 1785 zählte Gräditz:
1. Kapitel-Gräditz: eine katholische Kirche, eine Pfarrwohnung, ein Schulhaus, 26 Bauern, sechs Gärtner, 68 Häusler und 673 Einwohner
2. Ober-Gräditz: eine evangelische Kirche, ein Schulhaus, ein Vorwerk, neun Gärtner, zwölf Häusler, eine Wassermühle und 117 Einwohner.
3. Nieder-Gräditz: ein Vorwerk, elf Gärtner und 70 Häusler.
4. Kolonie Gräditz: 30 Häuserstellen und 72 Einwohner.

In den Napoleonischen Befreiungskriegen befand sich 1813 in Gräditz das Hauptquartier der Preußisch-russischen Koalitionsarmee. Damals wohnte der preußische König Friedrich Wilhelm III. im evangelischen Pfarrhaus, der russische Zar Alexander I. auf dem Schloss und der russische Großfürst Konstantin im katholischen Pfarrhaus. Der Grundherr von Anteil A von Kapitel-Gräditz war bis zur Säkularisation das Breslauer Kreuz-Stift, dem das königlich-preußische Rentamt in Schweidnitz folgte. 1845 besaß der Leutnant a. D. Hermann von Dresky Nieder- und Ober-Gräditz. 1833 betrug der Erbwert 20.000 Reichstaler. 1845 zählte Gräditz:
1. Kapitel-Gräditz: 104 Häuser, eine Freischoltisei, 1086 Einwohner (535 katholisch), evangelische Kirche zu Ober-Gräditz, eine Brauerei, eine Brennerei, eine Ziegelei und zwei Steinbrüche. Im Anteil A eine katholische Kirche und Widum mit 144 Morgen Land, eine katholische Schule, eingeschult: Esdorf, Kreisau, Schwengfeld und Wierischau, 122 Baumwollstühle, sechs Leinwandstühle, zwei Bandstühle, 28 Handwerker und sechs Händler.
2. Ober-Gräditz: 23 Häuser, ein herrschaftliches Schloss, ein Vorwerk, 230 Einwohner (35 katholisch), eine 1742 gestiftete evangelische Kirche unter dem Patronat der Dominien Ober-Gräditz und Kreisau, eine evangelische Schule mit zwei Hauptlehrern und einem Hilfslehrer, eingeschult: ganz Gräditz und Kreisau, eine Wassermühle mit zwei Einwohnern, 13 Baumwollwebstühle, 12 Handwerker und zwei Krämer. In der Kolonie Ober-Gräditz, 27 Häuser, 169 Einwohner (64 katholisch), 23 Baumwollwebstühle, vier Leinwebstühle, vier Handwerker und ein Krämer.
3. Nieder-Gräditz: 22 Häuser, ein Vorwerk, 160 Einwohner (43 katholisch), evangelische Kirche zu Ober-Gräditz, katholische Kirche zu Kapitel-Gräditz, 22 Baumwollwebstühle, sechs Handwerker und ein Krämer.

1867 erwarb Generalfeldmarschall Helmuth von Moltke Nieder-Gräditz zusammen mit Kreisau und Wierischau. 1874 lebten in Gräditz 1755 zumeist evangelische Einwohner, unterteilt in Königlich- oder Kapitel-Gräditz, Ober-, Kolonie- sowie Unter-Gräditz. Gräditz bildete einen eigenen Amtsbezirk. 1895 zählte Königlich-Gräditz 157 bewohnte Häuser, ein Backhaus, eine Brauerei, zwei Schulhäuser und 1353 Einwohner, davon 763 Protestanten und 590 Katholiken. Am 30. September 1928 wurde Nieder-Gräditz nach Kreisau eingemeindet. 1939 umfasste Gräditz 334 Haushaltungen mit 1146 Einwohnern. Bis 1945 befand sich in Gräditz ein jüdisches Zwangsarbeitslager. Es bestand seit 1941, wurde Anfang November 1943 geschlossen und von 1944 bis 1945 kurzzeitig wieder in Betrieb genommen. Ein weiteres Lager befand sich in Faulbrück.
Als Folge des Zweiten Weltkriegs fiel Gräditz mit dem größten Teil Schlesiens 1945 an Polen. Nachfolgend wurde es durch die polnische Administration in Grodziszcze umbenannt. Die deutschen Einwohner wurden, soweit sie nicht vorher geflohen waren, vertrieben. Die neu angesiedelten Bewohner waren teilweise Zwangsumgesiedelte aus Ostpolen, das an die Sowjetunion gefallen war. Von 1975 bis 1998 gehörte Grodziszcze zur Woiwodschaft Wałbrzych.

## Sehenswürdigkeiten
- Die römisch-katholische Pfarrkirche St. Anna (kościół pw. św. Anny) in Königlich-Gräditz ist seit 1259 belegt.[10] Der Breslauer Bischof Thomas I. legte damals die Seelsorge zwischen Gräditz und Goglau derart fest, dass sich Gräditz ausschließlich mit diesem Dorf begnügen solle.[11] Das im 16. Jahrhundert neu erbaute Gotteshaus,[12] wurde während der Reformationszeit evangelisch und nach 1653 den Katholiken zurückgegeben. Zur katholischen Kirche waren gepfarrt: Gräditz und Kreisau mit Adjunkt in Wierischau und Faulbrück. Zur Ausstattung zählen ein neugotischer Altar und eine barocke Orgel von 1783.[13]
- Die Evangelische Kirche wurde 1743 erbaut und nach 1945 abgerissen, erhalten blieb ein Nebengebäude und Relikte der Grenzmauer. Die mehrheitlich evangelischen Einwohner hielten sich zunächst zur Friedenskirche vor Schweidnitz.[14] 1742 gestattete König Friedrich II. den evangelischen Gemeinden Gräditz, Faulbrück, Kreisau und Wierischau im Fürstentum Schweidnitz, in Ober-Gräditz ein neues Bethaus zu erbauen, mit eigenem evangelischen Prediger und Schulmeister. Am 6. Januar 1743 fand der erste Gottesdienst in einem provisorischen Gebäude statt. Der Grundsteinlegung für die neue Kirche, von Bindewerk und Schindeln gedeckt, ohne Turm und Glocken, erfolgte am 24. April 1743 und die Einweihung am 17. Dezember 1743. 1874 kam ein Kirchturm aus Backstein hinzu.[15] Die Glocke aus französischen Geschützen gegossen, war ein Geschenk Kaiser Wilhelms an den Grafen Moltke.[16] Ein eigener Kirchhof bestand zunächst nicht. Bis zur Anlegung des evangelischen Friedhofes wurde von der Gemeinde für Begräbnisse der katholische Gottesacker gastweise genutzt.[17] Heute dient der ehemalige evangelische Friedhof außerhalb des Dorfes als Pfarrfriedhof.[18]
- Schloss Gräditz, im Kern spätbarockes Gebäude aus der Mitte des 18. Jahrhunderts, zu Beginn des 20. Jahrhunderts erneuert. 1813 hielt Zar Alexander I. auf dem Schloss Quartier.[19]
- Historisches Pfarrhaus